# Carlton L. Winston
Carlton L. Winston (Columbus, 1990) is een Amerikaans componist en eufoniumspeler.

## Levensloop
Winston studeerde muziekopvoeding, compositie bij Mark Phillips en eufonium bij Jason Smith aan de Ohio University in Athens. Hij was eveneens lid van het symfonisch blaasorkest alsook van het tuba/eufoniumkwartet. 
Alhoewel hij zijn studies in compositie nog niet afgesloten heeft stelde hij in 2009 zijn werk When the Great Owl Sings voor harmonieorkest voor. Het werd straks opgenomen in het grote repertorium van de Mississippi Bandmasters Association. Hij won in 2011 de ASCAPLUS award van de American Society of Composers, Authors and Publishers en is lid van deze organisatie. Tot nu schrijft hij vooral voor harmonieorkesten en kamermuziek. 

## Composities

### Werken voor harmonieorkest
- 2009 When the Great Owl Sings
- 2010 Banshee: Woman of the Mound
- 2010 Nightmarchers
- 2011 Dionysian Mysteries
  1. The Summoning
  2. Bacchanalia
  3. Glimpse of Eternity
  4. The God that Comes
  5. Final Union
- 2011 Nibiru, the Bringer of Doom
- 2012 Ares
- 2012 Hollowed Voices (in progess)
- 2012 Concertino, voor eufonium en harmonieorkest (in progress)

### Kamermuziek
- 2008 From the Depths of Night, voor contrabas en twee violen
- 2008 To the King, voor koperkwintet
- 2012 Ellica’s Theme, voor strijkoctet, slagwerk en piano